# Monica Sjöö
Monica Sjöö (31 décembre 1938; 8 août 2005) est une peintre suédoise, écrivain et anarcho-féministe.